# 叫びと祈り
『叫びと祈り』（さけびといのり）は、2010年に東京創元社、ミステリ・フロンティアより出版された梓崎優による短編集。雑誌社に勤める青年が世界各地で遭遇する謎を巡る連作推理小説。なお本作は梓崎のデビュー作である。
『週刊文春2010ミステリーベスト10』国内部門、『2011本格ミステリ・ベスト10』国内ランキングにて2位。『このミステリーがすごい!2011年版』国内編にて3位。『ミステリが読みたい!2011年版』国内篇にて5位。そして2011年度本屋大賞で6位を獲得している。

## 収録作品
- 砂漠を走る船の道（2008年ミステリーズ!新人賞受賞作[3]、『ミステリーズ!』vol.31掲載）
- 白い巨人（ギガンテ・ブランコ）（書き下ろし）
- 凍れるルーシー（『ミステリーズ!』vol.37）
- 叫び（書き下ろし）
- 祈り（書き下ろし）

## 主な登場人物
斉木
本作の実質的な主人公で、全編に登場。“海外の動向を分析する雑誌”社に勤務する青年。年間100日近く出張する。外語大卒で7ヶ国語を操り、卓越した推理力も備える。
チャボ
『砂漠を走る船の道』に登場。塩を運ぶキャラバンに帯同。まだ幼く、キャラバンの“長”にのみなついている。
サクラ
『白い巨人』の語り手。斉木やヨースケの大学時代の友人。MBAに挑戦しマドリッドで勉強中。アヤコに未練がある。
ヨースケ
『白い巨人』に登場。陽気で情に厚い。スペイン語で自然な日常会話をこなす。
アヤコ
『白い巨人』に登場。サクラの元恋人だが1年前、舞台であるスペインのレエンクエントロにて彼に別れを告げた直後失踪。
スコーニャ
南ロシアの修道院で厳しい勤めに励む女性。「凍れるルーシー」ことリザヴェータ様の聖性を信じる。
アシュリー
『叫び』に登場。アマゾンで少数民族の村を巡り、医療活動に従事する英国人医師。英ミュージシャン・スティングに触発されてこの活動を始めた。
森野
『祈り』に登場。モルッカ諸島にある、祈りの洞窟ゴア・ドアについてのクイズを出題。